# Драго Личина
Драго Личина (Дубовик код Крупе на Уни, 25. август 1951 — Бања Лука, 17. март 2023) био је потпуковник Војске Републике Српске и командант 1. лаке осињске бригаде.

## Биографија
Гимназију је завршио 1970. у Босанској Крупи, а Техничку војну академију копнене војске 1975. у Загребу. Службовао је у гарнизонима Загреб, Карловац и Шабац. Службу у ЈНА завршио је на дужности командира инжењеријске чете, у чину мајора. У ВРС је био од дана њеног оснивања до пензионисања, 28. фебруара 2002. Потпуковник Личина је у два наврата био командант 1. Осињске лаке пјешадијске бригаде Војске Републике Српске и то од 17. децембра 1992. године, наредбом Команданта 1. крајишког корпуса бр. 768/92 и остаје командант до 25. априла 1993. године. Личина поново преузима команду над бригадом септембра 1993. године и остаје на командном мјесту до расформирања бригаде марта 1994. године. Био је и начелник атомско-биолошко-хемијске одбране у органу родова у команди 1. крајишког корпуса. У чин потпуковника унапријеђен је 8. априла 1995. У мају 1995. године постављен је за помоћника команданта за оперативно-наставне послове у команди 14. Српске лаке пјешадијске бригаде. У ЈНА је одликован Орденом за војне заслуге са сребрним мачевима (двапут), а у ВРС Орденом Карађорђеве звијезде III реда за заслуге у одбрани Републике Српске у Одбрамбено - отаџбинском рату. Живио је у насељу Борик у Бањој Луци. Преминуо је 17. марта 2023, а сахрањен је 19. марта 2023. године у насељу Мотике у Бањој Луци. Сахрањен је на Новом гробљу у Београду.